# 特里布婆那·毗阇耶顿迦提毗
特里布婆那·毗阇耶顿迦提毗，王名特里布婆奴顿迦提毗·阇耶毗湿奴伐弹尼（Tribhuwannottunggadewi Jayawishnuwardhani，意为“胜利毗湿奴赋予繁荣，三界的崇高女神”），本名德亚·吉塔尔查（Dyah Gitarja），满者伯夷第三代君主，1328年至1350年在位。特里布婆那在位期间，重用宰相加查·马达，满者伯夷的疆土大大扩张。印尼史料视她为智勇双全的女杰:234。

## 统治
特里布婆那是满者伯夷开国君主罗登·毗阇耶之女，为其最年长的子女。满者伯夷第二位君主阇耶那伽罗（Jayanegara）是她同父异母的弟弟。在即位前，她的尊号是婆梨固里班（Bhre Kahuripan，固里班亲王）。1328年，国王阇耶那伽罗遇刺，特里布婆那即位。1331年，她亲自率军平息了萨登（Sadeng）和克塔（Keta）的叛乱。1334年，任命加查·马达为首相。加查·马达立下著名的帕拉帕誓言，立誓一统努山达拉。在加查·马达辅佐下，特里布婆那发起大规模的扩张战争。1343年，征服巴厘岛:234；1347年，征服室利佛逝和末罗瑜。
1350年，太后伽耶特里·罗阇波提尼（Gayatri Rajapatni）离世。她是特里布婆那统治权的授予人，在她离世后，特里布婆那须退位，让位予其子哈扬·武鲁克（Hayam Wuruk）。退位后，特里布婆那仍以婆梨固里班的头衔参与政事。

## 流行文化
- 电子游戏《文明VI》将特里布婆那定为印度尼西亚文明的领袖，名为吉塔尔查（Gitarja）；中文版翻译为特丽布瓦娜[3]。

## 延伸阅读
- Bullough, Nigel. . Adline Communications. 1995.
- Pringle, Robert. . Short History of Asia Series. Allen & Unwin. 2004. ISBN 1-86508-863-3.
- Muljana, Slamet. . Yogyakarta: LKIS. 2005 [First published 1965] （爪哇语）.
- Muljana, Slamet. . Jakarta: Bhratara. 1979 （爪哇语）.